# Đorđe Lazić (piłkarz wodny)
Đorđe Lazić, cyr. Ђорђе Лазић (ur. 19 maja 1996 w Belgradzie) – serbski piłkarz wodny grający na pozycji środkowego napastnika. Mistrz olimpijski z Tokio z 2021 i brązowy medalista pucharu świata z 2018.

## Życiorys
W wieku siedmiu lat dziadek nauczył go pływać. Kilka miesięcy później wstąpił do sekcji piłki wodnej belgradzkiego klubu Crvena zvezda. Reprezentował Serbię na Letniej Uniwersjadzie 2015 w Gwangju.
W 2017 zadebiutował w seniorskiej reprezentacji Serbii. Największymi sukcesami, które z nią odniósł, było trzecie miejsce w pucharze świata w 2018 oraz mistrzostwo olimpijskie w Tokio w 2021.